# Marc Burns
Pour les articles homonymes, voir Burns.
Marc Burns, né le 7 janvier 1983 à Port-d'Espagne, est un athlète de Trinité-et-Tobago spécialiste du sprint, champion olympique du relais 4 x 100 m en 2008.
Il fait partie des relais trinidadiens qui remportent l'argent en relais 4 × 100 m aux championnats du monde d'athlétisme de 2001, 2005 et 2009. À noter que le relais trinidadien remporte initialement le bronze en 2001, mais il bénéficie de la disqualification du relais américain à la suite de l'implication de Tim Montgomery dans l'affaire Balco.

## Biographie
Lors des championnats du monde 2003 de Paris, il est éliminé en série du 100 m dans un temps de 10 s 28. Il sera le premier non qualifié pour les quarts de finale.
Lors des Championnats du monde 2005 d'Helsinki, il termine 7e de la finale du 100 mètres en 10 s 14 derrière notamment Justin Gatlin (9 s 88), Michael Frater (10 s 05), Kim Collins (10 s 05) et Francis Obikwelu (10 s 07).
Le 26 août 2007, il termine 8e et dernier de la finale du 100 m des championnats du monde en 10 s 29.
Le 16 août 2008, il participe à la finale du 100 m des Jeux olympiques 2008 à Pékin mais échoue à la 7e place en 10 s 01.
Le 22 août 2008, le relais trinidadien, composé de Keston Bledman, Marc Burns, Emmanuel Callander et Richard Thompson, se classe deuxième de la finale olympique en 38 s 06, terminant à près d'une seconde de la Jamaïque, auteur d'un nouveau record du monde. Lors de leur série de qualification, le relais se place premier devant le Japon, les Pays-Bas et le Brésil. Son temps de 38 s 26 est le meilleur de ceux des 16 équipes engagées en séries. Aaron Armstrong est remplacé par Emmanuel Callender pour la finale. Cependant, l'un des membres du relais jamaïcain, Nesta Carter, est disqualifié pour dopage le 25 janvier 2017, faisant alors de l'équipe trinidadienne la véritable championne olympique.
Lors des championnats du monde 2009 à Berlin, il finit 7e de la finale du 100 m dans un temps de 10 s 00, son meilleur temps de la saison.
Le 13 février 2011, lors du meeting en salle de Karlsruhe, il termine 2e du 60 mètres en 6 s 56 derrière Lerone Clarke (6 s 52), Mike Rodgers ayant été disqualifié.
Le 27 juillet 2012, il est choisi pour être le porte-drapeau de Trinité-et-Tobago lors des Jeux olympiques de Londres.
A ces derniers Jeux, il fait derechef partie de l'équipe de Trinité-et-Tobago du relais 4 × 100 m, avec laquelle il remporte cette fois-ci la médaille d'argent.  Il est encore membre de l'équipe nationale qui remporte la médaille de bronze aux Jeux du Commonwealth de 2014.

## Palmarès

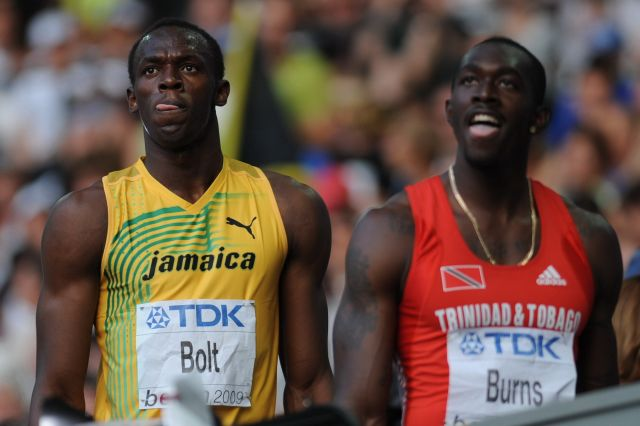
Marc Burns aux côtés d'Usain Bolt lors des Championnats du monde de 2009

| Date | Compétition                              | Lieu              | Résultat | Épreuve   |
| ---- | ---------------------------------------- | ----------------- | -------- | --------- |
| 2000 | Championnats du monde juniors            | Santiago du Chili | 3e       | 100 m     |
| 2001 | Championnats du monde                    | Edmonton          | 2e       | 4 × 100 m |
| 2001 | Championnats panaméricains juniors       | Santa Fe          | 1er      | 100 m     |
| 2001 | Championnats panaméricains juniors       | Santa Fe          | 3e       | 4 × 100 m |
| 2002 | Championnats du monde juniors            | Kingston          | 2e       | 100 m     |
| 2003 | Jeux panaméricains                       | Saint-Domingue    | 2e       | 4 × 100 m |
| 2005 | Championnats du monde                    | Helsinki          | 7e       | 100 m     |
| 2005 | Championnats du monde                    | Helsinki          | 2e       | 4 × 100 m |
| 2005 | Finale mondiale                          | Monaco            | 1er      | 100 m     |
| 2006 | Jeux du Commonwealth                     | Melbourne         | 3e       | 100 m     |
| 2007 | Championnats du monde                    | Osaka             | 8e       | 100 m     |
| 2008 | Jeux olympiques                          | Pékin             | 7e       | 100 m     |
| 2008 | Jeux olympiques                          | Pékin             | 1er      | 4 × 100 m |
| 2009 | Championnats du monde                    | Berlin            | 7e       | 100 m     |
| 2009 | Championnats du monde                    | Berlin            | 2e       | 4 × 100 m |
| 2010 | Jeux d'Amérique centrale et des Caraïbes | Mayagüez          | 1er      | 4 × 100 m |
| 2012 | Jeux olympiques                          | Londres           | 2e       | 4 × 100 m |
| 2014 | Relais mondiaux de l'IAAF                | Nassau            | 2e       | 4 × 100 m |
| 2014 | Jeux du Commonwealth                     | Glasgow           | 3e       | 4 × 100 m |
| 2015 | Relais mondiaux de l'IAAF                | Nassau            | 7e       | 4 × 100 m |

## Records
| Épreuve | Performance | Lieu           | Date         |
| ------- | ----------- | -------------- | ------------ |
| 100 m   | 9 s 96      | Port-d'Espagne | 25 juin 2005 |
| 200 m   | 20 s 57     | Hermosillo     | 21 mai 2005  |